# Julio Vázquez (taekwondo)
Julio Vázquez es un deportista dominicano que compitió en taekwondo. Ganó dos medallas de bronce en los Juegos Panamericanos en los años 1987 y 1995.

## Palmarés internacional
| Juegos Panamericanos | Juegos Panamericanos          | Juegos Panamericanos | Juegos Panamericanos |
| Año                  | Lugar                         | Medalla              | Categoría            |
| -------------------- | ----------------------------- | -------------------- | -------------------- |
| 1987                 | Indianápolis (Estados Unidos) | Medalla de bronce    | +83 kg               |
| 1995                 | Mar del Plata (Argentina)     | Medalla de bronce    | +83 kg               |